# Scooby-Doo a piráti
Scooby-Doo a piráti (v anglickém originále Scooby-Doo! Pirates Ahoy!) je animovaný dobrodružný komediální film na DVD z roku 2006, desátý ze série animovaných filmů na motivy kresleného seriálu Scooby-Doo. Film byl vydán 19. září 2006 a jeho producentem byla společnost Warner Bros Animation, ale na konci filmu je uvedeno logo společnosti Hanna-Barbera Cartoons.

## Děj
Astrokartograf Rupert Garcia se plaví přes Bermudský trojúhelník a pokouší se rozluštit podivnou starou astronomickou mapu. Vpluje s lodí do neprůhledné mlhy a je přepaden pirátským korábem plný zombií, stihne se však schovat v podpalubí. Mezitím se skupina záhadologů chystá na plavbu přes Bermudský trojúhelník. Během plavby je pro cestující připravena strašidelná show. Po nějaké době připluje vysílený Rupert, kterému se podařilo uplavat pirátům. Poví jim vše o svých zážitcích. Večer na palubě přistane milionář Biff Wellington a koná se kouzelnické vystoupení hypnotizéra Mysteria. Ten zmanipuluje celou palubu, kromě Shaggyho, Scoobyho a pár dalších. Na loď vtrhnou piráti. Všechny oloupí a ujedou. Na palubě zůstala jen hlavní skupina. Piráti chtějí meteorit, který se zřítil do Bermudskéhi trojúhelníku. Proto parta vyráží zachránit posádku a rozluštit záhadu.

## Obsazení
- Casey Kasem jako Shaggy Rogers
- Frank Welker jako Fred Jones, Scooby-Doo
- Mindy Cohn jako Velma Dinkley
- Grey DeLisle jako Daphne Blake
- Ron Perlman jako kapitán Skunkbeard a Biff Wellington
- Freddy Rodriguez jako Rupert Garcia
- Tim Conway jako Skip Jones
- Edie McClurg jako Peggy Jones a Sea Salt Sally
- Kathy Najimy jako Sunny St. Cloud
- Arsenio Hall jako kapitán Crothers
- Dan Castellaneta jako dřevěnonohý Wally a pan Mysterio